# Radiodifusão sonora digital

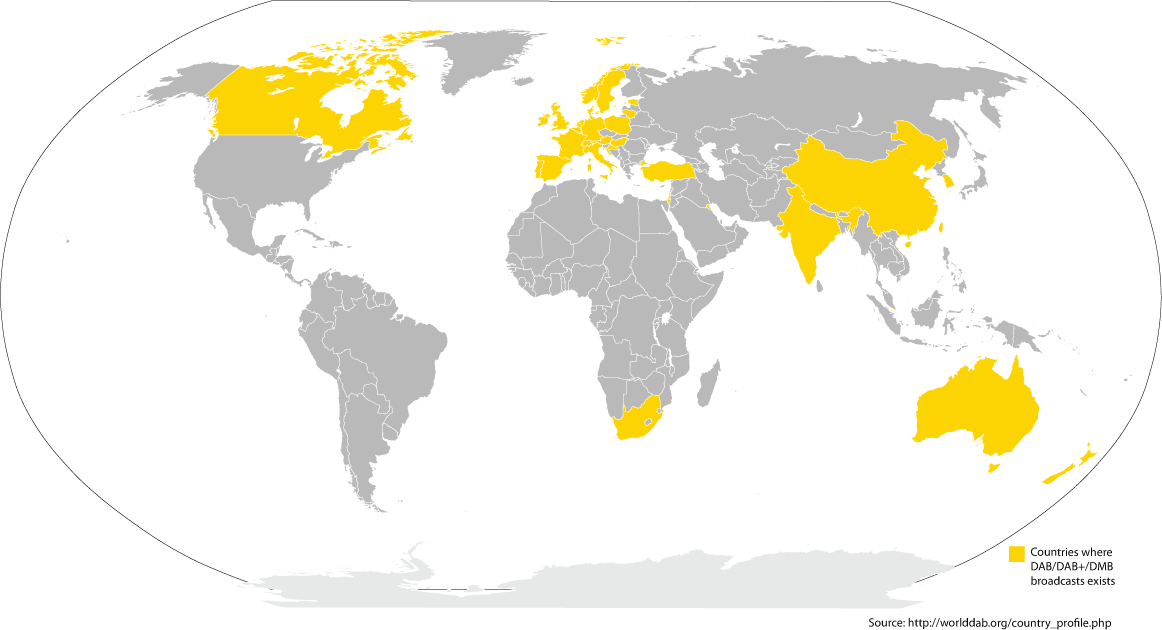
A amarelo: países com sistemas DAB, DAB+, ou DMB global no início de 2007

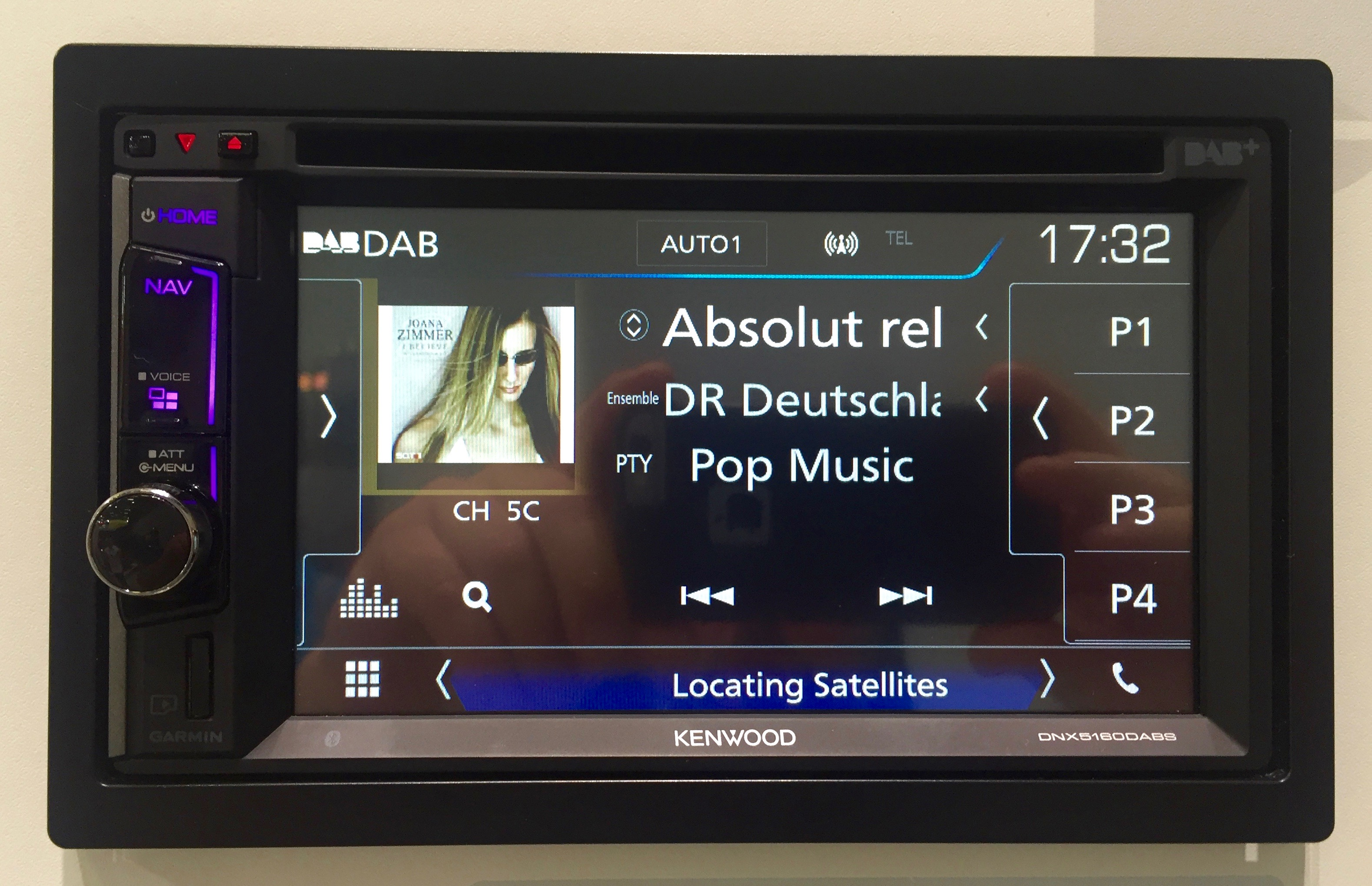
Receptor de carro DAB+/AM/FM/LW/CD/DVD/USB/microSDHC/GPS/Bluetooth/CarPlay/AndroidAuto

A radiodifusão sonora digital ou DAB (Digital Audio Broadcasting) é uma norma de rádio digital desenvolvida pelo projeto europeu Eureka 147. É utilizada em vários países, com maior incidência no continente europeu. Em 2006, havia aproximadamente 1000 estações de rádio emitindo em DAB.
A norma DAB começou a ser desenvolvida na década de 1980 e os primeiros receptores DAB começaram a ser comercializados em 1999. Os partidários da norma afirmam que esta oferece várias vantagens em relação a uma emissão analógica em FM, como mais canais pela mesma largura de banda, maior resistência ao ruído e a interferências.

## T-DAB em Portugal

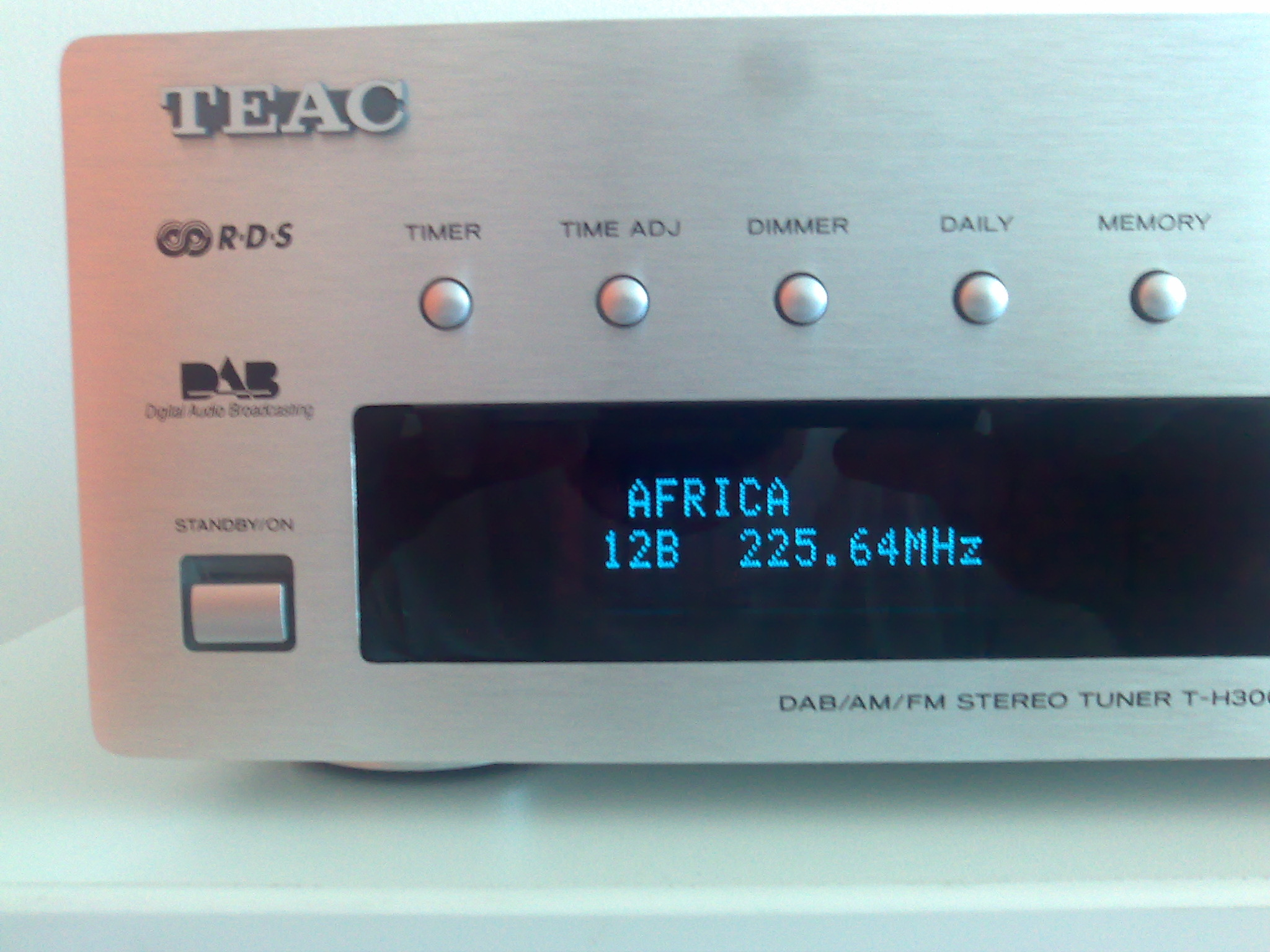
Receptor DAB sintonizado na RDP África

Em Portugal a T-DAB começou em 3 de agosto de 1998, tendo a ANACOM atribuído a gestão da rede nacional à estação pública portuguesa.
A Rádio e Televisão de Portugal difundiu em rede de frequência única, no Bloco 12B (224, 880-226, 416 MHz), os seguintes programas:
- Antena 1
- Antena 2
- Antena 3
- RDP Internacional
- RDP África

A instalação da rede previa 74 emissores, cobrindo a totalidade do território continental até ao final de 2004 e as Regiões Autónomas até final de 2006. Apenas 44 foram instalados (28 emissores no Continente, 9 na RA dos Açores e 7 na RA da Madeira), que correspondem a uma taxa de cobertura de 72% do território e 74% da população.
Na prática, estavam cobertas as capitais de distrito, o litoral do país, os itinerários principais e parte dos arquipélagos da Madeira e dos Açores.
O fim da operação T-DAB foi no dia 1 de abril de 2011 devido aos elevados custos de manutenção e também com argumento de que eram muito poucos os utilizadores do serviço de rádio digital em Portugal.
Na página da Anacom foi publicado um documento sobre a cobertura de TDT e DAB, onde podemos observar que há intenção, durante o triénio de 2025 a 2027, de voltar a trazer o DAB através do DAB+.

## Noruega
A Noruega desligou as frequências de rádio FM em 2017.
As emissões da rádio pública norueguesa começaram a transição para o digital na cidade de Bodø em 12 de janeiro de 2017, num processo que vai demorou vários meses. Na capital, Oslo, as emissões FM foram desligadas no mês de setembro de 2017. Algumas rádios locais poderão manter-se no FM até 2022.

## Suíça
Segundo a decisão da Digming, grupo suíço de migração digital, as frequências de FM daquele país serão desligadas em 31 de dezembro de 2026. 